# 門田裕
門田 裕（かどた ゆたか、1954年12月7日 - ）は、兵庫県出身の日本の俳優。身長は172 cm。体重は72 kg。血液型はB型。関西芸術座所属。

## 略歴
兵庫県立尼崎南高等学校卒業後、関西芸術座に入団し、1977年にデビュー。デビュー作は同劇団の舞台『竜の子太郎』。

## 人物
特技は野球、テニス、ギター、サックス。趣味は旅行。
妻とのあいだに2人の子どもがいる。

## 出演

### 映画
- 「一本の手」（1997年）
- 「大和川慕情」（2009年）
- 「加奈子のこと」（2013年2月11日）

### テレビドラマ

#### NHK
- 銀河テレビ小説
  - 「裸足のシンデレラ」（1988年2月22日 - 3月11日）
  - 「わが歌・我愛你」（1988年10月3日 - 10月28日）
- 「逃亡者」（1988年12月10日）
- 連続テレビ小説
  - 「純ちゃんの応援歌」第69話・第77話（1988年12月21日・1989年1月5日） - 高木 役[4]
  - 「ぴあの」（1994年4月4日 - 10月1日）
  - 「春よ、来い」第8話（1994年10月11日）
  - 「オードリー」第130話（2001年3月9日） - 芦田医師 役
  - 「てるてる家族」第108話（2004年2月7日） - 演出家 役
  - 「だんだん」第86話（2009年1月13日） - 本田 役
  - 「カーネーション」第83話・第85話（2012年1月12日・1月14日） - 客 役
  - 「ごちそうさん」第112話・第113話（2014年2月13日・2月14日） - 岩見亮介 役
  - 「マッサン」第33話・第65話・第66話（2014年11月5日・12月12日・12月13日） - 医者 役
  - 「あさが来た」第118話（2016年2月18日） - 客 役
  - 「わろてんか」第9話（2017年10月11日） - 取引先 役
  - 「舞いあがれ!」第78話（2023年1月24日） - 小山内雄二 役[5]
- 「新王将」（1992年5月16日）
- 「夜会の果て」（1997年9月10日 - 10月15日）
- 「バブル」第10話（2001年3月9日）
- 「生存 愛する娘のために」第2話（2002年2月18日）
- 「かるたクイーン」第9話（2003年1月20日）
- 「ジャッジII〜島の裁判官奮闘記」第2話・第3話（2008年11月1日・11月8日） - 下川久 役
- 「再生の町」第1話（2009年8月29日）
- 「大仏開眼」前編（2010年4月3日） - 藤原房前 役[6]
- 「フェイク 京都美術事件絵巻」第4話（2011年1月25日）
- 「田上トパーズ!」（2013年12月11日、NHK BSプレミアム）
- 「銀二貫」第7話（2014年5月22日） - 菓子屋 役
- 「経世済民の男 小林一三」前編（2015年9月5日）
- 「ちかえもん」第6話（2016年2月18日）
- 「小吉の女房」第6話（2019年2月15日、NHK BSプレミアム）
- NHK正月時代劇「ライジング若冲 天才 かく覚醒せり」（2021年1月2日）

#### 日本テレビ
- 「花真珠」（1990年4月2日 - 9月28日）
- 「闇を斬る!大江戸犯科帳」第16話（1993年11月9日） - 百姓 役
- 「江戸の用心棒II」第13話（1996年2月13日）

#### TBS
- 「からみ合い」（1981年9月28日 - 12月31日）
- 水戸黄門シリーズ
  - 「水戸黄門 第14部」第12話「偽黄門の悪退治 -大館-」（1984年1月16日） - 留吉 役
  - 「水戸黄門 第25部」第23話（1997年6月2日） - 宗助 役
  - 「水戸黄門 第42部」第16話（2011年2月7日）
  - 「水戸黄門 第43部」第10話（2011年9月12日） - 半助 役
- 東芝日曜劇場「紙のダイヤモンド」（1984年4月15日）
- TBS大型時代劇スペシャル「織田信長」（1989年1月1日）
- 「大岡越前 第15部」第15話（1998年12月21日）
- ドラマ30
  - 「新・いのちの現場から」第18話 - 第20話・最終話（2004年4月21日 - 4月23日・5月28日）
  - 「暖流」第51話（2007年6月25日）
- 月曜ゴールデン「遺品整理人 谷崎藍子」
  - 第4作「身代わりの花」（2014年1月20日）
  - 第5作「遺体なき殺人」（2015年7月27日）

#### フジテレビ
- 「散歩する霊柩車」（1990年7月30日 - 8月3日）
- 鬼平犯科帳シリーズ
  - 「鬼平犯科帳 第2シリーズ」第16話（1991年3月6日）
  - 「鬼平犯科帳 第7シリーズ」第8話（1997年5月28日）
- 金曜エンタテイメント「ナニワ金融道」第1作（1996年2月16日）
- 「御家人斬九郎 第4シリーズ」最終話（1999年3月17日） - 吉三 役
- 「遠き故郷－南相馬から神戸へ…ある家族の一年－」（2012年5月23日）

#### テレビ朝日
- 部長刑事シリーズ
  - 「連続アクチュアルドラマ・部長刑事」
    - 第1145話「もぐり電波を洗え!」（1980年10月4日）
    - 第1152話「会社訪問した女」（1980年11月22日）
    - 第1193話「7・7・7」（1981年9月5日）
    - 第1251話「血ぬられた悪の鎖」（1982年10月16日）
    - 第1292話「暴排刑事シリーズ 大阪暴力地図・殺人川流域」（1983年7月30日）
    - 第1350話「コロシだ! 逆探知せよ」（1984年9月8日）
    - 第1373話「殺しのプレゼント」（1985年2月16日）
    - 第1546話「ウソを買った男」（1988年6月18日）

  - 「新・部長刑事 アーバンポリス24」
    - 第280話「黒木刑事を殴った男」（1996年7月13日）
    - 第522話「ゆがんだ復讐!」（2001年3月10日）
- 「必殺まっしぐら!」
  - 第1話「秀が帰って来た!」（1986年8月8日） - 長屋の住人 役
  - 第3話「相手は壇ノ浦の亡霊」（1986年8月22日） - 漁師 役
- 土曜ワイド劇場
  - 「古代舞の女 奈良古墳殺人事件 クロマメ刑事飛鳥を走る」（1988年6月18日）
  - 「京都殺人案内」第15作（1989年3月11日） - 鑑識技官 役
- 「名奉行 遠山の金さん 第3シリーズ」第4話（1990年11月28日）
- 「本多の狐－徳川家康の秘宝」（1992年2月29日）
- 「舞台－ステージ－」（1998年8月3日）

#### テレビ東京
- 12時間超ワイドドラマ「大忠臣蔵」（1989年1月2日）
- 「月影兵庫あばれ旅 第1シリーズ」
  - 第4話「生きる為に忘れろ!」（1989年10月27日）
  - 第11話「極楽太鼓が鳴る地獄」（1989年12月15日）
- 「江戸中町奉行所 第1シリーズ」第5話（1990年8月3日）
- 「鞍馬天狗」第40話（1991年7月14日）
- 「喧嘩屋右近 第1シリーズ」第5話（1992年11月6日）
- 「あばれ医者嵐山」第6話（1995年11月13日）
- 「編笠十兵衛」第5話（1997年2月3日）

### その他
- 「逆転人生」第5回（2019年5月6日、NHK） - 語り
- NNNドキュメント「裁判員裁判10年 ～死刑判決はなぜ覆るのか～」（2019年6月9日、日本テレビ） - 語り[7]
- 歴史探偵「伊達政宗の策略」（2025年4月23日、NHK総合） - 徳川家康 役

### ラジオドラマ
- FMシアター（NHK-FM）
  - 『ともに帰らん』（2016年8月6日）[8] - ロバーツ検事 役

### 舞台
- 「竜の子太郎」（1978年6月 - 1979年9月・1978年12月26日） - 黒鬼 役[9]
- 「すべってころんで」（1989年6月1日・6月2日・7月7日 - 7月9日・1989年4月 - 1993年12月） - 只野三吉 役[10]
- 「月の海 －ダートムアの雪－」（1991年2月1日 - 2月2日・1992年2月） - ロバート・ランカスター 役[11]
- 「十一ぴきのネコ」（1992年10月2日・10月3日・1992年1月 - 1994年1月） - むやみにガンバルにゃん太郎 役[12]
- 「遥かなる甲子園」（1997年9月4日・9月5日・1998年4月 - 2004年9月） - 杵野先生 役[13]
- 「少年H」（2003年9月4日 - 9月10日・10月 - 2008年12月） - 妹尾盛夫 役[14]
- 「言葉 ～アイヒマンを捕らえた男～」（2008年12月17日 - 12月21日） - ピーター 役[15]
- 「酒面の月 ～心のポケット～」（2009年3月10日 - 3月15日） - 伯父 役[16]
- 「チンチン電車と女学生 －1945年8月6日・ヒロシマ－」（2013年 - 2016年3月） - 校長先生 役 ※ 演出も兼任[17]
- 「楽園のつくりかた」（2011年9月5日 - 9月11日・9月 - 2017年3月） - 星野博 / 松島とおる / 杉本先生 役[18]
- 「戦う家族 ～私の選挙戦日誌～」（2013年9月14日 - 9月16日・2013年9月 - 2016年3月） - 出入崎進 役 ※演出も兼任[19]
- 「電光仮面 ～最後の戦い～」（2014年12月12日 - 12月14日） - ブラックキング 役[20]
- 「慕情秋桜」（2015年12月4日 - 12月6日） - 小林勝 役[21]
- 「ハツカネズミと人間」（2016年8月18日 - 8月21日） - カールソン 役[22]
- 「徘徊 ～ママリン87歳の夏～」（2017年4月14日 - 4月16日） - サンペイ 役[23]
- 「風が吹くとき ～レイモンド・ブリッグズの絵本より～」（2017年9月16日 - 9月18日） - ジム 役[24]
- 「十二夜 -twelfth night-」（2018年1月19日 - 1月21日） - サー・トービー・ベルチ 役[25]
- 「探偵物語 ～The Detective Story～」（2019年2月8日 - 2月10日） - ジェ－ムズ・マクラウド 役[26]
- 「大坂城の虎」（2019年7月26日 - 7月28日・2019年8月 - 2022年3月） - 講釈師 / 浪曲師 / 義太夫 役[27]

## 舞台演出
- 「LONELY HEART ロンリーハート」（1996年8月21日 - 8月25日） - 演出[28]
- 「黄昏」（2000年3月8日 - 3月12日） - 演出[29]
- 「反応工程」（2005年8月31日 - 9月4日） - 演出[30]
- 「ロミオとジュリエット ～RETURN～」（2007年3月6日 - 3月12日） - 演出[31]
- 「青い鳥」（2008年9月3日 - 7日・9月 - 2012年3月） - 演出[32]
- 「歓喜の歌」（2012年11月22日 - 11月24日） - 演出[33]
- 「遥かなる甲子園」（2015年8月26日 - 8月28日・9月 - ） - 補演出[34]
- 「トミーの夕陽」（2018年9月7日 - 9月9日） - 演出[35]
- 「ブンヤ、走れ! 〜阪神・淡路大震災 地域ジャーナリズムの戦い〜」（2021年6月22日 - 6月26日・6月29日・12月17日・12月18日） - 演出[36]